# Jean Parédès
Jean Parédès (17 de octubre de 1914 – 13 de julio de 1998) fue un actor teatral, cinematográfico y televisivo de nacionalidad francesa.

## Biografía
Nacido en Pusignan, Francia, su nombre completo era Jean René Célestin Parédès. 
Inició su carrera artística como cantante, actuando en piezas de opéra-comique. Formó parte de la compañía teatral de Madeleine Renaud y Jean-Louis Barrault, y actuó en numerosas comedias, entre ellas La vida parisina y La Cuisine des anges. Aunque se centró más en el teatro que en el cine, participó en un centenar de producciones cinematográficas y televisivas. Destacan de entre sus películas Jacques le fataliste et son maître, L'Assassinat du père Noël y Fanfan la Tulipe. 
Jean Parédès falleció en 1998 en La Seyne-sur-Mer, Francia, a causa de un ataque cardiaco. Fue enterrado en su población natal.

## Teatro

### Autor
- 1958 : Les Parisiens, de Irène Strozzi y Jean Parédès, escenografía de Christian-Gérard, Théâtre de l'Œuvre

### Actor
- 1939 : Ondina, de Jean Giraudoux, escenografía de Louis Jouvet, Théâtre de l'Athénée
- 1941 : Les Jours de notre vie, de Leonid Andréiev, escenografía de Raymond Rouleau, Théâtre Saint-Georges
- 1943 : À la gloire d'Antoine, de Sacha Guitry, Théâtre Antoine
- 1943 : ¿Quiere usted jugar con mí?, de Marcel Achard, escenografía de Pierre Brasseur, Théâtre des Bouffes-Parisiens
- 1946 : Charivari Courteline, de Georges Courteline, escenografía de Jean Mercure, Espace Cardin
- 1946 : Huon de Bordeaux, de Alexandre Arnoux, escenografía de Georges Douking, Théâtre Pigalle
- 1949 : La Tentation de Tati,[1] de Jean Schlumberger, escenografía de Jean Mercure, Théâtre Édouard VII
- 1952 : La Cuisine des anges, de Albert Husson, escenografía de Christian-Gérard, Théâtre du Vieux-Colombier
- 1954 : La condición humana, de André Malraux, escenografía de Marcelle Tassencourt, Théâtre Hébertot
- 1954 : Julio César, de William Shakespeare, escenografía de Jean Renoir, Arenas de Arlés
- 1955 : Nekrassov, de Jean-Paul Sartre, escenografía de Jean Meyer, Théâtre Antoine
- 1955 : Les Amants novices, de Jean Bernard-Luc, escenografía de Jean Mercure, Théâtre Montparnasse
- 1957 : Hibernatus, de Jean Bernard-Luc, escenografía de Georges Vitaly, Théâtre de l'Athénée
- 1957 : Noche de reyes, de William Shakespeare, escenografía de Georges Douking, Festival des Nuits de Bourgogne Beaune
- 1958 : La Cuisine des anges, de Albert Husson, escenografía de Christian-Gérard, Théâtre des Bouffes-Parisiens
- 1959 : La vida parisina, de Jacques Offenbach, Henri Meilhac y Ludovic Halévy, escenografía de Jean-Louis Barrault, Théâtre du Palais-Royal
- 1960 : El rinoceronte, de Eugène Ionesco, escenografía de Jean-Louis Barrault, Teatro del Odéon
- 1960 : El jardín de los cerezos, de Antón Chéjov, escenografía de Jean-Louis Barrault, Teatro del Odéon
- 1960 : Julio César, de William Shakespeare, escenografía de Jean-Louis Barrault, Teatro del Odéon
- 1961 : Mais n'te promène donc pas toute nue !, de Georges Feydeau, escenografía de Jean-Louis Barrault, Teatro del Odéon
- 1961 : Le Voyage, de Georges Schehadé, escenografía de Jean-Louis Barrault, Teatro del Odéon
- 1961 : Las preciosas ridículas, de Molière, Teatro del Odéon
- 1961 : Coralie et Compagnie, de Maurice Hennequin y Albin Valabrègue, escenografía de Jean Le Poulain, Théâtre de la Ville
- 1962 : La vida parisina, de Jacques Offenbach, Henri Meilhac y Ludovic Halévy, escenografía de Jean-Louis Barrault, Teatro del Odéon
- 1963 : Le Piéton de l'air, de Eugène Ionesco, escenografía de Jean-Louis Barrault, Teatro del Odéon
- 1963 : Tricoche et Cacolet, de Henri Meilhac y Ludovic Halévy, escenografía de Jacques Charon, Teatro del Odéon
- 1965 : Secretissimo, de Marc Camoletti, escenografía de Jacques Charon, Espace Cardin
- 1965 : Les Barbares, de Jacques Bedos, escenografía de Frédéric Valmain, Théâtre Tristan-Bernard
- 1966 : No habrá guerra de Troya, de Jean Giraudoux, escenografía de Jean Darnel, Théâtre de la Nature Saint-Jean-de-Luz
- 1966 : On ne badine pas avec l'amour, de Alfred de Musset, escenografía de Jean Darnel, Festival de l'Emperi Salon-de-Provence
- 1966 : La Polka des lapins, de Tristan Bernard, escenografía de Nicole Anouilh, Théâtre Édouard VII
- 1968 : Biedermann et les incendiaires, de Max Frisch, escenografía de Bernard Jenny, Théâtre du Vieux-Colombier
- 1968 : No habrá guerra de Troya, de Jean Giraudoux, escenografía de Jean Darnel, Teatro antiguo (Arlés)
- 1968 : Le Boulanger, la Boulangère et le Petit Mitron, de Jean Anouilh, escenografía de Jean Anouilh y Roland Piétri, Teatro de los Campos Elíseos
- 1970 : L'amour masqué, de Sacha Guitry y André Messager, escenografía de Jean-Pierre Grenier, Théâtre du Palais-Royal
- 1970 : Ne réveillez pas Madame, de Jean Anouilh, escenografía de l'auteur et Roland Piétri, Teatro de los Campos Elíseos
- 1972 : Le Directeur de l'Opéra de Jean Anouilh, escenografía del autor y Roland Piétri, Teatro de los Campos Elíseos
- 1975 : Intermezzo, de Jean Giraudoux, escenografía de Jean-Pierre Laruy, Festival de Bellac
- 1976 : La Dame de chez Maxim, de Georges Feydeau, escenografía de Jean Meyer, Théâtre des Célestins
- 1976 : Amphitryon 38, de Jean Giraudoux, escenografía de Jean-Laurent Cochet, Théâtre Édouard VII
- 1977 : La Dame de chez Maxim, de Georges Feydeau, escenografía de Jean Meyer, Théâtre des Célestins
- 1977 : Topaze, de Marcel Pagnol, escenografía de Jean Meyer, Théâtre des Célestins y Théâtre Saint-Georges
- 1977 : Las mujeres sabias, de Molière, escenografía de Jean Meyer, Théâtre des Célestins
- 1978 : Los Litigantes, de Jean Racine, escenografía de Jean Meyer, Théâtre des Célestins
- 1978 : 29 degrés à l'ombre, de Eugène Labiche, escenografía de Jean Meyer, Théâtre des Célestins
- 1978 : Intermezzo, de Jean Giraudoux, escenografía de Jean Meyer, Théâtre des Célestins
- 1980 : Siegfried, de Jean Giraudoux, escenografía de Georges Wilson, Théâtre de la Madeleine
- 1980 : La Mémoire courte, de Yves Jamiaque, escenografía de Jean-Luc Moreau, Théâtre de la Madeleine
- 1985 : Topaze, de Marcel Pagnol, escenografía de Jean Meyer, Théâtre des Célestins
- 1985 : N'écoutez pas, mesdames !, de Sacha Guitry, escenografía de Pierre Mondy, Théâtre des Variétés y Théâtre du Palais-Royal en 1986
- 1988 : La Foire d'empoigne, de Jean Anouilh, escenografía de Nicole Anouilh, Théâtre de la Madeleine

## Filmografía
- 1938 : Le Veau gras, de Serge de Poligny
- 1939 : Trois de Saint-Cyr, de Jean-Paul Paulin
- 1939 : La Charrette fantôme, de Julien Duvivier
- 1939 : Les Musiciens du ciel, de Georges Lacombe
- 1939 : La Nuit de décembre, de Curtis Bernhardt
- 1941 : L'Assassinat du père Noël, de Christian-Jaque
- 1941 : Caprices, de Léo Joannon
- 1941 : La Nuit fantastique, de Marcel L'Herbier
- 1941 : Premier Rendez-vous, de Henri Decoin
- 1942 : Le Camion blanc, de Léo Joannon
- 1942 : Lettres d'amour, de Claude Autant-Lara
- 1942 : Signé illisible, de Christian Chamborant
- 1942 : La Vie de bohème, de Marcel L'Herbier
- 1943 : L'aventure est au coin de la rue, de Jacques Daniel-Norman
- 1943 : Bonsoir mesdames, bonsoir messieurs, de Roland Tual
- 1945 : 120, rue de la Gare, de Jacques Daniel-Norman
- 1945 : L'Extravagante Mission, de Henri Calef
- 1945 : Trente et quarante, de Gilles Grangier
- 1946 : Coïncidences, de Serge Debecque
- 1946 : Le Village de la colère, de Raoul André
- 1947 : Le Diamant de cent sous, de Jacques Daniel-Norman
- 1947 : Une nuit à Tabarin, de Karel Lamač
- 1948 : Cité de l'espérance, de Jean Stelli
- 1948 : Ma tante d'Honfleur, de René Jayet
- 1948 : Scandale aux Champs-Élysées, de Roger Blanc
- 1948 : Toute la famille était là, de Jean de Marguenat
- 1949 : L'Auberge du péché, de Jean de Marguenat
- 1949 : Mademoiselle de La Ferté, de Roger Dallier
- 1949 : Une nuit de noces, de René Jayet
- 1949 : Le Trésor des Pieds-Nickelés, de Marcel Aboulker
- 1949 : Mieux vaut en rire, de Claude Cariven
- 1949 : Les Petites Annonces matrimoniales, de Claude Barma
- 1950 : Sans tambour ni trompette, de Roger Blanc
- 1950 : Et moi, j'te dis qu'elle t'a fait de l'œil, de Maurice Gleize
- 1950 : Le Gang des tractions-arrière, de Jean Loubignac
- 1950 : Une fille à croquer, de Raoul André
- 1951 : Le Chéri de sa concierge, de René Jayet
- 1952 : Les Deux Monsieur de Madame, de Robert Bibal
- 1952 : Fanfan la Tulipe, de Christian-Jaque
- 1952 : Adorables Créatures, de Christian-Jaque
- 1952 : Les Belles de nuit, de René Clair
- 1952 : La Dame aux camélias, de Raymond Bernard
- 1952 : Les femmes sont des anges, de Marcel Aboulker
- 1952 : Légère et court vêtue, de Jean Laviron
- 1952 : Plaisirs de Paris, de Ralph Baum
- 1952 : Le Plus Heureux des hommes, de Yves Ciampi
- 1953 : Les Trois Mousquetaires, de André Hunebelle
- 1954 : L'Air de Paris, de Marcel Carné
- 1954 : Après vous, duchesse, de Robert de Nesle
- 1954 : Cadet Rousselle, de André Hunebelle
- 1954 : French Cancan, de Jean Renoir
- 1954 : Madame du Barry, de Christian-Jaque
- 1955 : Si Paris nous était conté, de Sacha Guitry
- 1956 : Michel Strogoff, de Carmine Gallone
- 1957 : L'amour est en jeu, de Marc Allégret
- 1957 : Filous et compagnie, de Tony Saytor
- 1957 : La Garçonne, de Jacqueline Audry
- 1957 : La Tour, prends garde !, de Georges Lampin
- 1958 : Oh ! Qué mambo, de John Berry
- 1958 : Messieurs les ronds-de-cuir, de Henri Diamant-Berger
- 1960 : Le Panier à crabes, de Joseph Lisbona
- 1960 : Les Moutons de Panurge, de Jean Girault
- 1961 : Les Petits Matins, de Jacqueline Audry
- 1962 : Du mouron pour les petits oiseaux, de Marcel Carné
- 1962 : Love is a ball, de David Swift
- 1964 : La Ronde, de Roger Vadim
- 1964 : What's New Pussycat?, de Clive Donner
- 1965 : Angélique et le Roy, de Bernard Borderie
- 1965 : Le Lit à deux places, de Jean Delannoy
- 1966 : Au théâtre ce soir: La Cuisine des anges, de Albert Husson, escenografía de Christian-Gérard, dirección de Pierre Sabbagh, Théâtre Marigny
- 1967 : Jean de la Tour Miracle, de Jean-Paul Carrère
- 1967 : Johnny Banco, de Yves Allégret
- 1968 : Astérix y Cleopatra, de René Goscinny y Albert Uderzo
- 1968 : L'Arriviste, de Marc Bernol
- 1969 : La Fiancée du pirate, de Nelly Kaplan
- 1970 : L'Homme qui vient de la nuit, de Jean-Claude Dague
- 1970 : Au verre de l'amitié, de Claude Makovski
- 1971 : Papa les p'tits bateaux, de Nelly Kaplan
- 1973 : Au théâtre ce soir: La Tête des autres, de Marcel Aymé, escenografía de Raymond Rouleau, dirección de Georges Folgoas, Théâtre Marigny
- 1973 : Q, de Jean-François Davy
- 1975 : Les Mohicans de Paris, de Bernard Borderie
- 1977 : D'Artagnan amoureux, de Yannick Andréi
- 1977 : Violette Nozière, de Claude Chabrol
- 1977 : Who is killing the great chefs of Europe ?, de Ted Kotcheff
- 1977 : Recherche dans l'intérêt des familles, de Philippe Arnal, episodio Fausse Manœuvre
- 1980 : La Banquière, de Francis Girod
- 1980 : Engrenage, de Ghislain Vidal
- 1982 : La Femme ivoire, de Dominique Cheminal
- 1983 : Le Bourreau des cœurs, de Christian Gion
- 1983 : L'émir préfère les blondes, de Alain Payet
- 1987 : Chouans !, de Philippe de Broca
- 1987 : Les Enquêtes du commissaire Maigret, episodio Monsieur Gallet, décédé, de Georges Ferraro
- 1988 : M'as tu vu, de Jean-Michel Ribes, episodio 1

## Discografía
- 1977 : J'ai perdu ma chute (de la emisión televisiva Alors, raconte)